# 望安機場
望安機場，是一座位於臺灣澎湖縣望安鄉中社村的民用機場，由交通部民用航空局望安航空站管理，目前定期航班僅德安航空之高雄－望安線。

## 歷史
望安機場起建於1978年，初由澎湖縣政府營運，後於1991年5月11日由交通部民用航空局接管，設置「望安航空輔助站」，隸屬馬公航空站轄管。《交通部民用航空局所屬航空站組織通則》制定後，於2003年5月30日改制為丁等航空站，稱「望安航空站」，其業務督導由馬公航空站負責。

## 航空公司與航點
| 航空公司 | 目的地 | 班次             | 固定航機  |
| -------- | ------ | ---------------- | --------- |
| 德安航空 | 高雄   | 週一及週五各一班 | DHC 6-400 |

## 外部連結
- 交通部民用航空局望安航空站（繁體中文）（英文）